# Bogardenschool
De Bogardenschool was een gemeentelijke onderwijsinstelling voor kansarme kinderen in Brugge. Vanaf het einde van de negentiende eeuw en tot op heden werden in dezelfde gebouwen de Stedelijke Kunstacademie en de Nijverheidsschool ondergebracht.

## Geschiedenis
De bogaerden of begarden vormden broedergemeenschappen, het mannelijke equivalent van de begijnen. Een dergelijke congregatie bestond in Brugge vanaf het begin van de dertiende eeuw en bouwde in 1269 een klooster in de Katelijnestraat en de Arsenaalstraat. Vanaf 1291 namen de broeders weesjongens op, aan wie ze leerden weven. 
In de loop van de vijftiende eeuw kenden de beggaarden een stelselmatige achteruitgang en toen de kloostergemeenschap begin zestiende eeuw helemaal uitdoofde, nam de stad Brugge de gebouwen over en behield ze verder, vanaf 1513, als een onderwijsinstelling voor arme en verweesde jongens. Met hulp van milde weldoeners werden de vervallen gebouwen opgeknapt en de school werd geopend onder de directie van de enige nog overgebleven Beggardenbroeder. De school bleef de naam van de broedercongregatie dragen.
Aan de leerlingen werd kosteloos een verblijf in de kostschool en een nuttige vakopleiding gegeven, die ze voorbereidde op een goed beroepsleven als ambachtsman. Aan de meer begaafden onder hen werd de mogelijkheid geboden om middelbaar onderwijs te volgen in de colleges van de augustijnen of van de jezuïeten. Nadien trokken ze zelfs, dankzij toegekende beurzen, naar de universiteit. Sommigen onder hen doorliepen voorname tot zelfs schitterende loopbanen als jurist, notaris, arts, kanunnik, theoloog, hoogleraar of bisschop. Onder hen: 
- Pieter Simons, tweede bisschop van Ieper;
- Jacob Blasaeus, vierde bisschop van Namen en vierde bisschop van Saint-Omer;
- Cabooter, arts;
- Anselm Coppet, arts;
- Pieter Van den Driessche, 35ste abt van de abdij Ter Doest;
- Egidius Van de Walle, doctor in de godgeleerdheid, hoogleraar aan de Universiteit van Leuven;
- Pierre Willems, commissaris-generaal van de Orde van Minderbroeders;
- Christiaan Van den Berghe, licentiaat in de godgeleerdheid, president van het bisschoppelijk seminarie in Brugge;
- Hyacinthus Husselius, dominicaan, leraar aan het Brugs seminarie.

In 1796 werd de school onder het beheer geplaatst van de gemeentelijke commissie van Burgerlijke godshuizen en bleef verder functioneren als weeshuis en als lagere jongensschool. In 1883 oordeelde de minister van onderwijs dat een onderwijsinstelling onder het stadsbestuur moest ressorteren. De stad Brugge achtte zich echter niet bekwaam om hiervoor de nodige financies bijeen te brengen en besloot de school te sluiten.
In functie van de uitnodigingen tot vrijgevigheid gericht tot de Brugse burgerij, werden de jongens van de school, bijgenaamd 'de steedse bollen', uitgeleend om de rouwstoet van overleden weldoeners te begeleiden, met een aantal dat in evenredigheid was met de mildheid die de afgestorvene of zijn familie hadden betoond. Deze gewoonte werd, om dezelfde reden, nog meer dan een halve eeuw verdergezet door de wezenschool van de zusters van Sint-Vincentius, gevestigd op het Wijngaardplein.
In 1886 werden de gebouwen gedeeltelijk als museum ingericht en werd de stedelijke schilderijenverzameling er bijeen gebracht, waar ze tot in 1930 werd bewaard. 
In 1891, na politieke twisten met de beheerders van de Vrije Academie besliste de stad de nieuwe Stedelijke Kunstacademie, samen met de Stedelijke Nijverheidsschool, naar de gebouwen van de voormalige Bogaerdenschool, waar ze tot heden gevestigd zijn. De Vrije Academie bleef in de Poortersloge, maar verdween korte tijd later.

## Gebouwen
De Bogaerden bouwden hun eerste klooster in de Katelijnestraat in 1269. Deze middeleeuwse kloostergebouwen werden in 1550-1551 voor een groot deel vervangen door nieuwbouw. Een loterij werd uitgeschreven om met de opbrengst ervan de kosten te dekken. Op de plattegrond van Brugge door Marcus Gerards getekend in 1562, werd de school weergegeven als een volledig ommuurd geheel, met de kapel, de aanpalende vleugel en haaks daarop nog een tweede vleugel.
In 1946 werden de zestiende-eeuwse gebouwen, de zeventiende-eeuwse kapel en de monumentale zestiende-eeuwse schouw in de Noordstraat, als monument beschermd.

### Kapel
Uiteraard moest een school bediend door Broeders over een eigen kapel beschikken. Een eerste kapel, daterend uit de tijd van de oprichting van de school, werd gebruikt tot ze versleten was. Een nieuwe kapel verving de oude vanaf 1676 (gewijd 1677). Ze bleef als gebedsplaats in gebruik tot aan het einde van het ancien régime. In 1975 werd de kapel gerestaureerd en herbestemd als tentoonstellingsruimte met toevoeging van o. a. twee dakvensters op de noordwestelijke dakhelling. Ze werd, net zoals de rest van het gebouw, gebruikt als tentoonstellingsruimte voor het schilderijenbezit van de stad Brugge en intussen ook voor tijdelijke tentoonstellingen van de kunstacademie. 